# Andreas Steinhuber
Andreas Steinhuber (Uttlau, 11 novembre 1824 – Roma, 15 ottobre 1907) è stato un cardinale tedesco.
Fu nominato cardinale della Chiesa cattolica da papa Leone XIII.

## Biografia
Nacque a Uttlau l'11 novembre 1824.
Papa Leone XIII lo elevò al rango di cardinale nel concistoro del 18 maggio 1894.
Morì il 15 ottobre 1907 all'età di 82 anni.